# Ибрагим-хан Зенд
Ибрагим-хан Зенд (1888—1974) — персидский политический и государственный деятель; дипломат, министр обороны Персии.

## Биография
Ибрагим-хан Мирза Таги-хан оглу родился в 1888 году в Тифлисе в знатной семье. Отец был консулом. Общее образование получил в Тифлисской гимназии. Окончил Николаевскую академию Генерального штаба.
В первом правительственном кабинете АДР занял пост начальник Дипломатический отдел. После распада АДР продолжал свою деятельность в Министерства иностранных дел Азербайджанской ССР.
Ибрагим-хан в 1921 году переехал в Иран. В Тегеране работал в министерства иностранных дел.
Ибрагим-хан Зенд был также военным министром в правительстве премьер-министра Муртуза Кули Баята.
Однако 20 ноября на закрытом заседании Меджлиса на пост премьера была выдвинута кандидатура Муртазагулу Баята. 25 ноября Баят объявил состав кабинета. С разрешения шаха Меджлис на заседаниях 26-27 ноября утвердил новое правительство. Таким образом, Баят Муртазагулу (Сахам эс-Султан) стал премьер-министром, Раис Мохсун — министром иностранных дел, Адл Мустафа — министром юстиции, Малек Сеид — министром здравоохранения, Ибрагим Зенд — военным министром, Аманулла Ардален — министром финансов, Сорури — министром внутренних дел, Хидаят — министром промышленности и торговли, Надир Мирза Араста — министром почт и телеграфа, Садых Иса — министром просвещения, Насрулла Энтезам — министром путей сообщения, Фахим уль-Мульк и Али Акпер Сияси — министрами без портфелей.
Ибрагим-хан Зенд скончался в 1974 году.